# Дурбали
Дурбали (фр. Dourbali) — город в юго-западной части Чада, расположенный на территории региона Шари-Багирми. Входит в состав департамента Багирми.

## Географическое положение
Город находится в центральной части региона, на высоте 304 метров над уровнем моря.
Дурбали расположен на расстоянии приблизительно 54 километров к северо-западу от Масеньи, административного центра региона и на расстоянии 87 километров к востоку-юго-востоку (ESE) от Нджамены, столицы страны.

## Население
По данным переписи 2010 года численность населения Дурбали составляла 18 100 человек.
Динамика численности населения города по годам:
| 1993   | 2000   | 2010   |
| ------ | ------ | ------ |
| 13 020 | 15 100 | 18 100 |

## Транспорт
Ближайший аэропорт — Международный аэропорт Нджамены.